# Kosmas z Maiumy
Kosmas z Maiumy, nazývaný také Kosmas Jeruzalémský, Kosmas Hagiopolita (tj. ze Svatého města), Kosmas Melodista nebo Kosmas Básník (zemřel 773 nebo 794) byl biskup a významný hymnograf (skladatel hymnů) východní církve. Je uctíván jako svatý pravoslavnou i katolickou církví.

## Život
Svatý Kosmas (řecky Κοσμάς) se narodil v Jeruzalémě a v mladém věku osiřel. Byl adoptován Sergejem, otcem sv. Jana z Damašku (asi 676 - 749). Učitelem Jana i Kosmase se stal postarší kalábrijský mnich také jménem Kosmas (známý jako „Kosmas Mnich“), kterého otec sv. Jana vysvobodil z otroctví Saracénů. Jan a Kosmas odešli z Damašku do Jeruzaléma, kde se oba stali mnichy v lávře (velkém klášteře) sv. Sávy Posvěceného poblíž Jeruzaléma. Společně pomáhali bránit církev proti herezi obrazoborectví.
Kosmas klášter opustil v roce 743, kdy byl jmenován biskupem v Maiumě, přístavu starověké Gazy. Přežil svatého Jana o mnoho let a zemřel ve vysokém stáří.

## Dílo
Kosmas psal komentáře neboli scholia k básním sv. Řehoře z Nazianzu. Sám byl také vynikající básník. Spolu se sv. Janem Damašským je považován za nejlepšího představitele pozdní řecké klasické hymnografie, jejímž nejcharakterističtějším žánrem jsou umělecké liturgické zpěvy známé jako kánony. Společně pracovali na Octoechonu, sbírce liturgických zpěvů.
Ve východní pravoslavné církvi svatého Kosmase nazývají „Nádobou Boží milosti“ a „Slávou církve“. Složil slavnostní kánony pro matutinum Lazarovy soboty, Květné neděle, dále triody (kánony pouze se třemi chvalozpěvy), které se zpívají během Svatého týdne, první kánon pro slavnost Narození Páně (na základě vánočního kázání sv. Řehoře z Nazianzu) a své nejlepší dílo, „Vánoční kánon“. Celkem se mu v liturgických knihách pravoslavné církve připisuje čtrnáct kánonů.  Jeho známou skladbou je „Důstojnější než cherubíni…“, která je součástí modlitby Axion estin a zpívá se pravidelně při matuně, božské liturgii a dalších bohoslužbách.
Hymny sv. Kosmase byly původně určeny pro bohoslužby jeruzalémské církve, ale prostřednictvím Konstantinopole se jejich použití rozšířilo do celé pravoslavné církve. Není však jisté, že všechny hymny připisované v liturgických knihách Kosmasovi jsou skutečně jeho dílem, zejména když jeho učitel stejného jména byl rovněž autorem hymnů.